# BVC Utrecht
Beroepsvoetbalclub Utrecht was een betaaldvoetbalclub uit Utrecht. De club werd opgericht op 1 juni 1954 en was een van de oprichters van de NBVB (Nederlandse Beroeps Voetbal Bond). De club fuseerde in november 1954 met de profclub Elinkwijk en ging verder onder de naam Elinkwijk. De club speelde haar wedstrijden op het sportterrein aan de Liesbosweg.
Na de fusie tussen NBVB en KNVB behoorde de Beroepsvoetbalclub Utrecht tot de zes leden van de NBVB die ophielden te bestaan.

## Spelers
- Otto Blom (Elinkwijk)
- Louis van den Bogert (DOS)
- Bertus Boonkamp (Blauw Wit)
- Cees Boudewijn (Elinkwijk)
- Jan van Capelle (Elinkwijk)
- Roel van Dijk (Blauw Wit)
- Job Gademans (Velox)
- Wout Heinen (Spakenburg)
- Wim de Jongh (Elinkwijk)
- Kuki Krol (VVA)
- David Marinus (Leerdam)
- Willem Nieuwenhuis (JOS)
- Jan Oliekan (DOS)
- Karel Peperzak (RUC)
- Bronislaw Pindus (DOS)
- Teus van Rheenen (Zeist)
- Joop van der Schilden (Elinkwijk)
- Henk Schijvenaar (JOS)
- Bertus Sluijk (DOS)
- Henk Temming (DOS)
- Eef Westers (Stormvogels)

## Overzichtslijsten

### Seizoensoverzichten
| Resultaten van BVC Utrecht sinds de toetreding in het betaald voetbal in 1954 | Resultaten van BVC Utrecht sinds de toetreding in het betaald voetbal in 1954 | Resultaten van BVC Utrecht sinds de toetreding in het betaald voetbal in 1954 | Resultaten van BVC Utrecht sinds de toetreding in het betaald voetbal in 1954 | Resultaten van BVC Utrecht sinds de toetreding in het betaald voetbal in 1954 | Resultaten van BVC Utrecht sinds de toetreding in het betaald voetbal in 1954 | Resultaten van BVC Utrecht sinds de toetreding in het betaald voetbal in 1954 | Resultaten van BVC Utrecht sinds de toetreding in het betaald voetbal in 1954 | Resultaten van BVC Utrecht sinds de toetreding in het betaald voetbal in 1954 | Resultaten van BVC Utrecht sinds de toetreding in het betaald voetbal in 1954 | Resultaten van BVC Utrecht sinds de toetreding in het betaald voetbal in 1954 | Resultaten van BVC Utrecht sinds de toetreding in het betaald voetbal in 1954 | Resultaten van BVC Utrecht sinds de toetreding in het betaald voetbal in 1954 |
| Seizoen                                                                       | Competitie                                                                    | Competitie                                                                    | Competitie                                                                    | Competitie                                                                    | Competitie                                                                    | Competitie                                                                    | Competitie                                                                    | Competitie                                                                    | Competitie                                                                    | Kwalificatie                                                                  | KNVB beker                                                                    | Bijzonderheid |
| Seizoen                                                                       | Divisie                                                                       | GW                                                                            | W                                                                             | G                                                                             | V                                                                             | PNT                                                                           | DV                                                                            | DT                                                                            | POS                                                                           | Kwalificatie                                                                  | KNVB beker                                                                    | Bijzonderheid |
| ----------------------------------------------------------------------------- | ----------------------------------------------------------------------------- | ----------------------------------------------------------------------------- | ----------------------------------------------------------------------------- | ----------------------------------------------------------------------------- | ----------------------------------------------------------------------------- | ----------------------------------------------------------------------------- | ----------------------------------------------------------------------------- | ----------------------------------------------------------------------------- | ----------------------------------------------------------------------------- | ----------------------------------------------------------------------------- | ----------------------------------------------------------------------------- | --- |
| 1954/55                                                                       | NBVB                                                                          | 10                                                                            | 3                                                                             | 1                                                                             | 6                                                                             | 7                                                                             | 31                                                                            | 32                                                                            | 9e                                                                            | –                                                                             | Geen bekertoernooi                                                            | BVC Utrecht treedt toe tot het betaald voetbal De competitie werd na de fusie van de KNVB en de NBVB niet afgemaakt. Alle teams werden opnieuw ingedeeld. BVC Utrecht fuseert met Elinkwijk en gaat verder onder diezelfde naam. |

### Topscorer
- 1954/55:  Teus van Rheenen (8)

### Trainer
- 1954–1954:  Eduan Küras